# Wereldkampioenschappen jiujitsu 2008
De Wereldkampioenschappen jiujitsu 2008 waren door de Ju-Jitsu International Federation (JJIF) georganiseerde kampioenschappen voor jiujitsuka's. De achtste editie van de wereldkampioenschappen vond plaats van 28 tot 30 november 2008 in het Zweedse Malmö.

## Uitslagen

### Heren
| Gewichtsklasse | Goud             | Zilver            | Brons              | Brons           |
| -------------- | ---------------- | ----------------- | ------------------ | --------------- |
| –62 kg         | Pavel Korzhavykh | Javier García     | Anders Lauridsen   | Zlatko Tsvetkov |
| –69 kg         | Julien Boussuge  | Mathias Willard   | Alexander Reichert | Fedor Serov     |
| –77 kg         | Mario Staller    | Nurlan Tleumbetov | Tomasz Krajewski   | Johan Ingholt   |
| –85 kg         | Andreas Kuhl     | Dmitry Nebolsin   | Willy Dupont       | Franck Vatan    |
| –94 kg         | Vedran Ikić      | Vincent Parisi    | Tomasz Szewczak    | Leonid Rubtsov  |
| +94 kg         | Rob Haans        | Carlo Clemens     | Ville Ilola        | Frédéric Husson |

### Dames
| Gewichtsklasse | Goud               | Zilver            | Brons            | Brons            |
| -------------- | ------------------ | ----------------- | ---------------- | ---------------- |
| –55 kg         | Linda Lindström    | Martyna Bierońska | Olga Pastushenko | Corina Cekada    |
| –62 kg         | Mirjana Martinović | Heleen Baars      | Jessica Tanzilli | Isabelle Bacon   |
| –70 kg         | Mélanie Lavis      | Lindsay Wyatt     | Laura Boco       | Jeanne Rasmussen |
| +70 kg         | Taja Lüthje        | Seher Dumanli     | Alla Paderina    | Marzena Makula   |

### Duo's
| Categorie | Goud                          | Zilver                           | Brons                          | Brons                          |
| --------- | ----------------------------- | -------------------------------- | ------------------------------ | ------------------------------ |
| Heren     | Pascal Müller Remo Müller     | Martin Kornfeld Reinhard Tlustos | Ruben Assmann Samir Ouladlaali | Michele Vallieri Vito Zaccaria |
| Dames     | Alexandra Erni Antonia Erni   | Axelle Brouet Gaelle Soustre     | Sara Paganini Linda Ragazzi    | Maria Schreil Marion Tremel    |
| Gemengd   | Jesper Kedjevåg Liza Karlsson | Yazid Dalaa Wendy Driesen        | Marcus Haider Vera Bichler     | Nicolas Perea Aurore Perea     |

1994 ·
1996 ·
1998 ·
2000 ·
2002 ·
2004 ·
2006 ·
2008 ·
2010 ·
2011 ·
2012 ·
2014 ·
2015 ·
2016 ·
2017 ·
2018 ·
2019 ·
2021 ·
2022